# 晨光出版社
晨光出版社，原云南少年儿童出版社，是中华人民共和国云南省的一个出版社，總部位于云南省昆明市书林街100号。
1985年6月，云南少年儿童出版社创建，主要经营出版：以15岁以下少年儿童为对象的政治、思想、品德教育，儿童文学作品、连环画、科普读物，以及少儿工作者和家长培养教育少儿的辅导读物。1993年7月，云南少年儿童出版社更名为晨光出版社。